# لاری ازونی
لاری ازونی (فرانسوی: Larry Azouni‎؛ زادهٔ ۲۳ مارس ۱۹۹۴) بازیکن فوتبال اهل تونس است.

## باشگاهی
از باشگاه‌هایی که در آن بازی کرده‌است می‌توان به باشگاه فوتبال المپیک مارسی، باشگاه فوتبال نیم المپیک، و باشگاه فوتبال لوریان اشاره کرد.

## تیم ملی
وی همچنین در تیم‌های ملی فوتبال زیر ۱۹ سال فرانسه، زیر ۱۹ سال فرانسه، زیر ۲۰ سال تونس، و تونس  بازی کرده‌است.